# Быково (Свердловская область)
Быково — село в Ачитском городском округе Свердловской области. Управляется Бакряжским сельским советом.

## География
Село располагается в верхнем течении реки Сыра в 21 километрах на северо-запад от посёлка городского типа Ачит.

### Часовой пояс
Быково, как и вся Свердловская область, находится в часовой зоне МСК+2. Смещение применяемого времени относительно UTC составляет +5:00.

## История
Впервые упоминается на карте в 1579 году как починок (небольшой поселок).

## Население
| 2002 | 2010 | 2021 |
| ---- | ---- | ---- |
| 303  | ↘253 | ↘211 |

## Инфраструктура
Село разделено на шесть улиц: Баранова, Береговая, Заречная, Зелёная, Плешатовка, Трактовая.